# Genesis vulcanoctopusi
Genesis vulcanoctopusi is een eenoogkreeftjessoort uit de familie van de Tisbidae. De wetenschappelijke naam van de soort is voor het eerst geldig gepubliceerd in 2000 door López-González, Bresciani, Huys, González, Guerra & Pascual.